# 勒费雷
勒费雷（法語：Le Ferré，法語發音：[lə fɛʁe]）是法国伊勒-维莱讷省的一个市镇，属于富热尔-维特雷区。该市镇总面积16.92平方公里，2009年时的人口为651人。

## 地理
勒费雷（48°29'33"N, 1°17'38"W）面积16.92 平方千米，位于法国布列塔尼大區伊勒-维莱讷省，该省份为法国西北部沿海省份，位于布列塔尼半岛东部，北濒大西洋，西接阿摩尔滨海省和莫尔比昂省，南至大西洋卢瓦尔省，西南端接曼恩-卢瓦尔省，东临马耶讷省，东北与芒什省接壤。
与勒费雷接壤的市镇（或旧市镇、城区）包括：波耶、圣乔治德兰唐博、蒙茹瓦圣马丹、圣雅姆、莱波特迪科格莱。

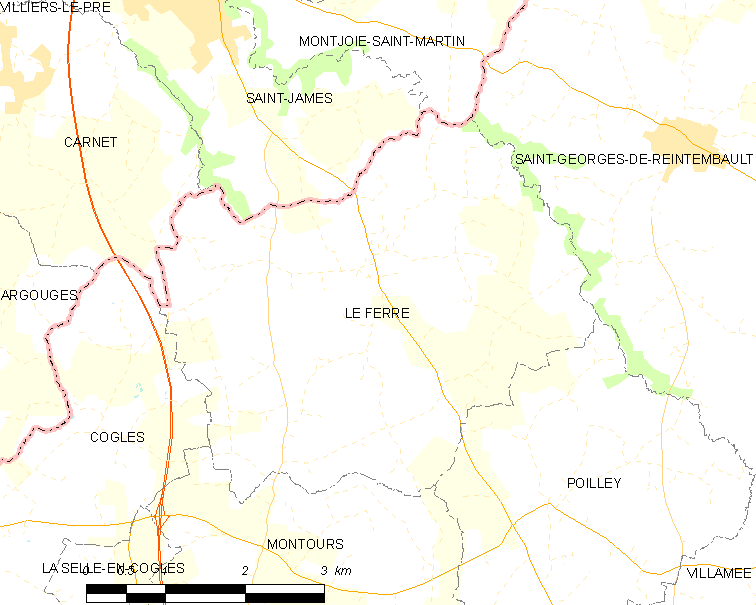
勒费雷的OSM定位图

勒费雷的时区为UTC+01:00、UTC+02:00（夏令时）。

## 行政
勒费雷的邮政编码为35420，INSEE市镇编码为35111。

## 政治
勒费雷所属的省级选区为富热尔第二县。

## 人口

1962-2008年间勒费雷人口变化图示

勒费雷于2022年1月1日时的人口数量为727人。